# Marvin Phillips
Marvin Phillips (Jacksonville, 28 dicembre 1983) è un cestista statunitense, professionista nella NBDL.

## Palmarès
- Campione CBA (2008)
- All-CBA Second Team (2008)
- CBA All-Defensive First Team (2008)
- Campione NBL Canada (2013)
- NBL Canada Finals MVP (2013)
- NBL Canada Newcomer of the Year (2013)
- All-NBL Canada First Team (2015)
- All-NBL Canada Second Team (2013)
- NBL Canada All-Defensive First Team (2015)
- NBL Canada All-Defensive Second Team (2013)
- Miglior rimbalzista NBL Canada (2015)